# 兰州文理学院
兰州文理学院，是位于中国甘肃省兰州市的一所省属全日制本科院校。
2001年7月，甘肃教育学院、甘肃联合大学两所专科合并组建新的甘肃联合大学。
2013年4月，教育部批准改建为兰州文理学院。